# Borowno-Kolonia
Borowno-Kolonia – część wsi Borowno w Polsce położona w województwie śląskim, w powiecie częstochowskim, w gminie Mykanów.
W latach 1975–1998 Borowno-Kolonia administracyjnie należało do województwa częstochowskiego.